# Trithemis dorsalis
Trithemis dorsalis é uma espécie de libelinha da família Libellulidae.
Pode ser encontrada nos seguintes países: Angola, República Democrática do Congo, Guiné, Quénia, Moçambique, Serra Leoa, África do Sul, Tanzânia, Uganda, Zâmbia, Zimbabwe, possivelmente Burundi e possivelmente em Malawi.
Os seus habitats naturais são: florestas subtropicais ou tropicais húmidas de baixa altitude, savanas áridas, savanas húmidas, matagal árido tropical ou subtropical, matagal húmido tropical ou subtropical, rios, marismas de água doce e marismas intermitentes de água doce.